# Stigmella suberivora
Stigmella suberivora is een vlinder uit de familie dwergmineermotten (Nepticulidae). De wetenschappelijke naam is voor het eerst geldig gepubliceerd in 1869 door Stainton.
De soort komt voor in Europa.